# 桂林站
桂林站，桂林人俗稱南站，是一座位於中國廣西壯族自治區桂林市象山区的鐵路車站，建于1938年，位於湘桂鐵路 358km+432m 处，距离湘桂铁路起点站衡阳站362km，距离湘桂铁路凭祥站651km，屬中国铁路南宁局集团（原柳州铁路局）管辖，现为一等站。
除桂林站外，桂林市区内还有衡柳线及贵广客运专线上的桂林北站、桂海线上的桂林南站、桂林东站和贵广客运专线上的桂林西站。
該站位於上海路與中山南路交界處，是桂林市內目前較主要的客運站。

## 历史

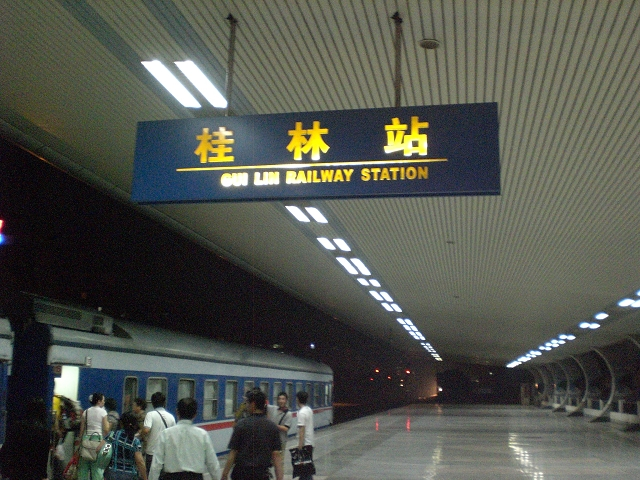
T40次（现K950/1次）列车停靠桂林站1站台

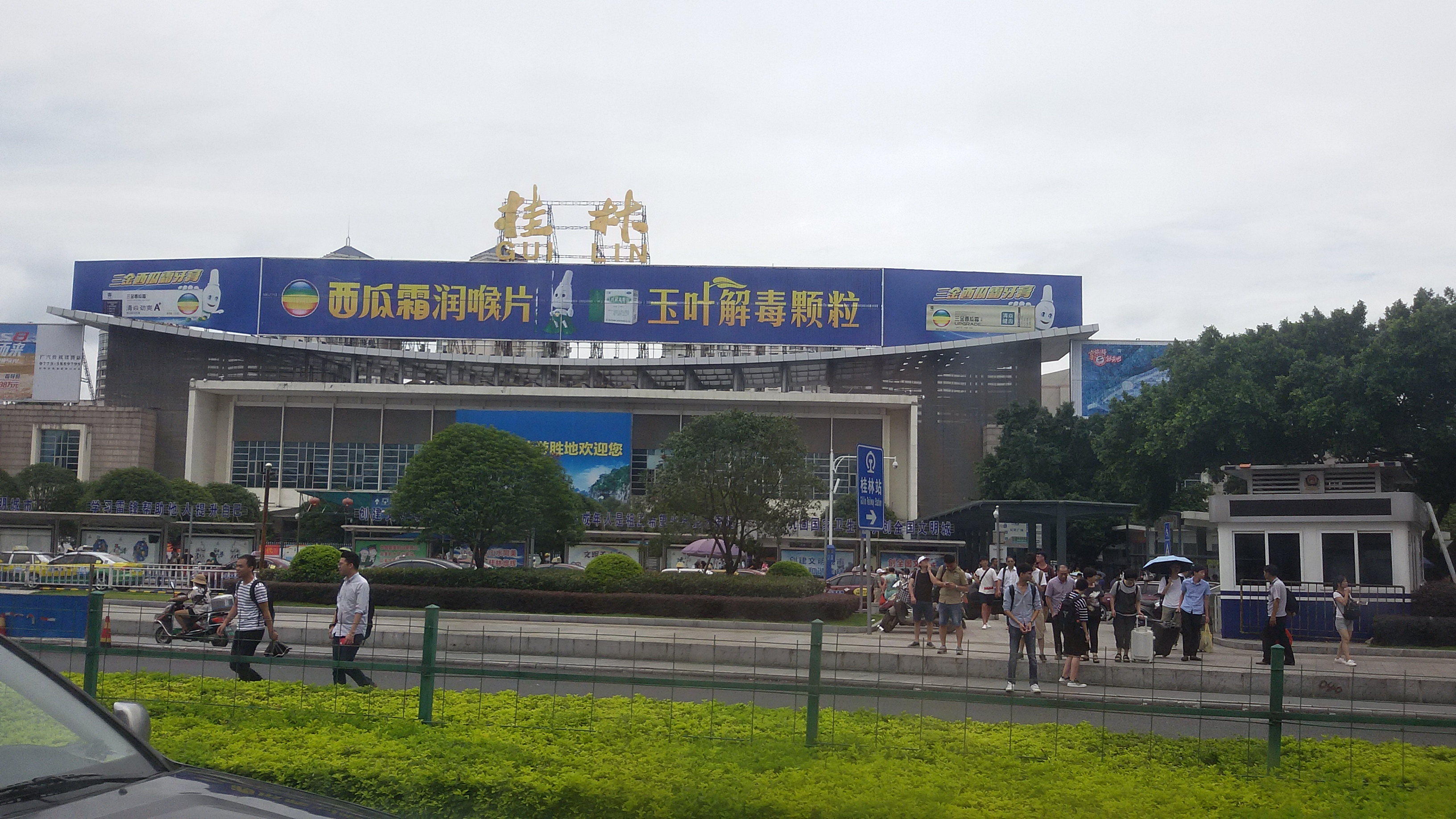
之前的车站站名由郭沫若题写

民国28年（1939年）6月，湘桂铁路桂林至永福段通车，并在线路上设站，时称“桂林南站”，为四等站，含3股道，并有一条半道作为工务存车线。该站站房面积为495平方米，行包、办公室等房屋64平方米，只办理客运。民国30年1月起由湘桂铁路管理局管辖。
民国33年日军来犯，管理局奉命炸毁桂林站道岔5组以及桂林站至二塘站线路。抗日战争结束后，湘桂铁路工程局于民国36年1月修复桂林站至柳州站铁路，桂林站重新营业。
中华人民共和国成立后，1950年1月，修复湘桂铁路北段并恢复通车。1953年1月桂林站改由柳州铁路管理局（后柳州铁路局，今南宁铁路局）管辖。是时为三等站，仅办理客运业务。
1964年，桂林站站房扩建至610平方米。1968年底铺设第4条股道。1973年1月，经交通部批准，桂林站站房改建，由柳州铁路局设计施工。设计单位于1974年完成站房主体的设计，次年完成行包综合楼及附属工程的设计。改建工程分二期进行，但因资金和钢材不足，数度停工。1977年8月改造工程完工，是时站房主楼建筑面积共4215平方米，次月交付使用。扩建时，桂林站客运任务由桂林北站行使。两期工程共完成站房建设8291平方米，投资366.4万元。桂林站于1982年获得国家设计银质奖和国家优质工程奖。
1984年投资约30万元，采用宽轨枕、无缝线路、乳化沥青道床等材料改建1至3道旅客列车到发线2.871千米。同年12月，柳局定桂林站为二等站。1988年5月修建上海路铁路立交桥，含3孔，全长31.6米，宽61.7米，当时为广西最大的铁路立交桥，上海路从下方穿过，上方为桂林站6个股道和2个站台，耗资672万元。1989年4月立交桥竣工并交付使用。1989年桂林站延长一站台雨棚并增建5、6股道，次年建成并交付使用，耗资149.6万元。
截至1990年，桂林站共有6股半道，股道有效长度为640—750米；半道为存车线，有效长度297米，站房总面积8291平方米，旅客服务用房屋6684平方米，候车室有效面积1773平方米，可容纳2100人同时候车。1990年该站旅客发送量为205.31万人。
为配合衡柳铁路开通运营 从2012年开始对上海路铁路立交桥和桂林站站台进行改造。将由原来的3个站台6条股道改造为4个1.25m标准高站台和7条股道。2013年6月10日，桂林火车站首个标准化高站台6站台正式投入使用；7月30日，改扩建的4·5站台投入使用。目前施工单位正在加紧对桂林站站2·3站台的改造和扩建，预计年底将完工。
2013年12月28日12时15分，G530次高速动车由本站始发，标志着衡柳铁路正式通车运营。
2014年12月10日，桂林北站扩建工程完工，所有在桂林站接发的普速列车全部改在桂林北站接发。
2019年12月1日，桂林站站房改建工程正式動工，2021年1月26日完工。
2024年6月19日晚，受持续强降雨天气影响，桂林站广场出现内涝积水，车站暂时关闭，经停桂林站的列车改停桂林北站上下客。6月21日6时，桂林站恢复开放。

## 车站布局

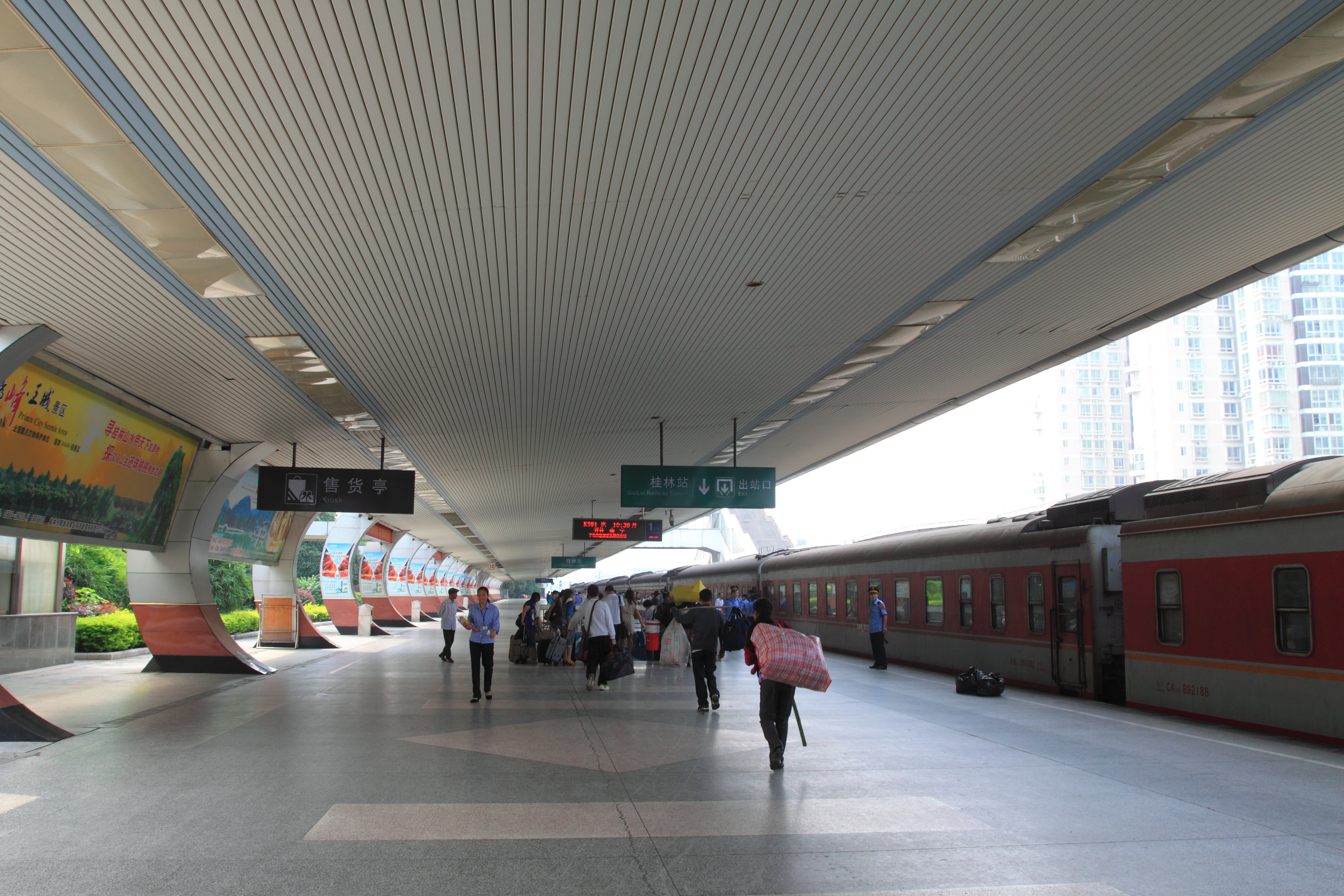
桂林站1站台

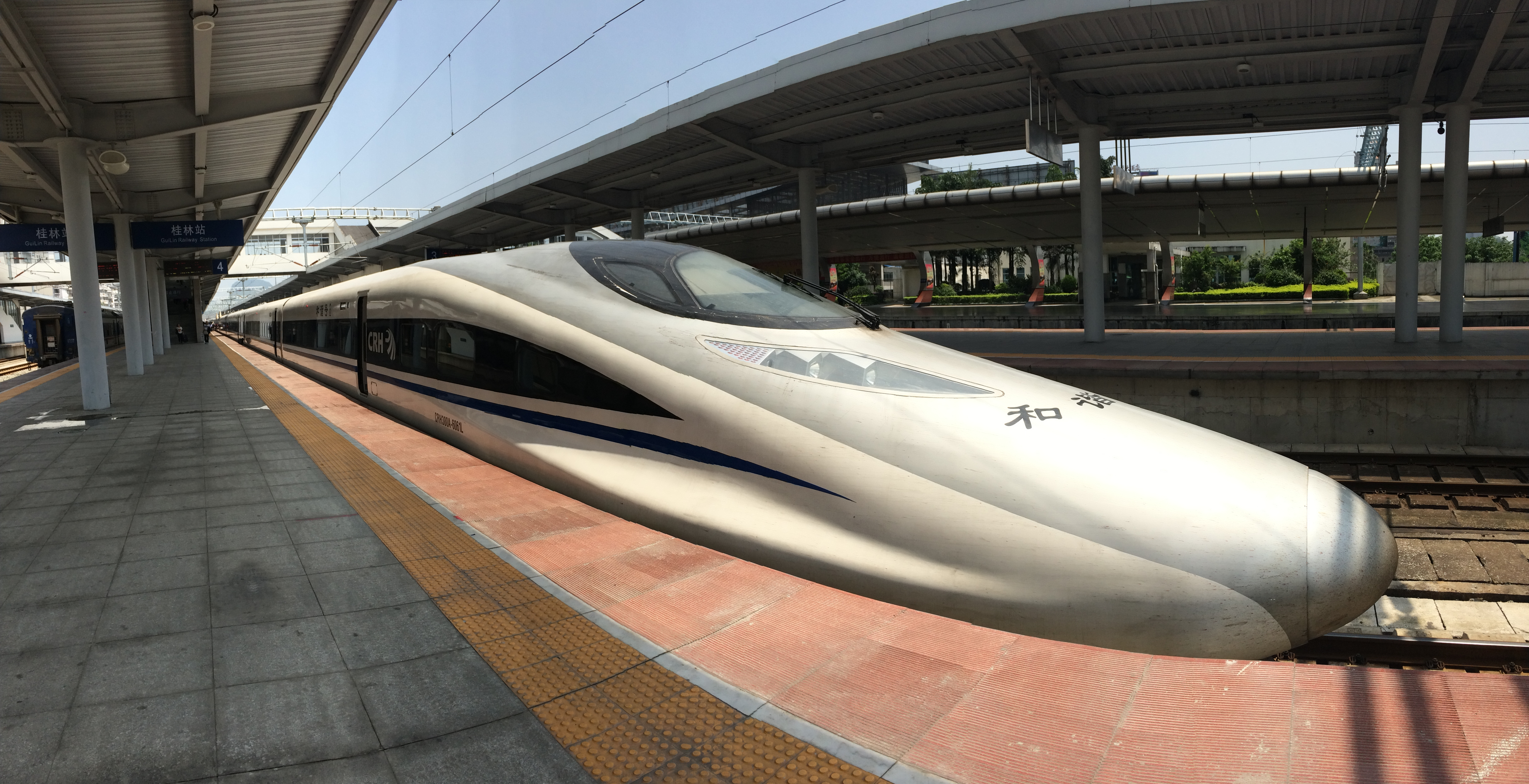
桂林站4站台，CRH380AL正在停靠

| 车站大楼↑ |      |                  |  |
|           | 侧式 |                  |  |
| 3道       | 1    | 到发线           |  |
| I道       | 2    | 到发线(下行正线) |  |
|           | 岛式 |                  |  |
| 2道       | 3    | 到发线           |  |
| 4道       | 4    | 到发线           |  |
|           | 岛式 |                  |  |
| 6道       | 5    | 到发线           |  |
| VIII道    | 无   | 机走线(上行正线) |  |
| 10道      | 6    | 到发线           |  |
|           | 侧式 |                  |  |
| 西↓       |      |                  |  |

## 列车终到目的地

### 动车组列车部分
2013年12月28日，衡柳铁路正式通车运营，同时南宁铁路局调整运行图，并开通动车组列车。由于南广线、柳南客运专线、南钦线等线路开通运营和南宁铁路局不断接收新购置的动车组列车，桂林站管内动车组列车车次和到达站频繁变化，一切车次请以南宁铁路局公告为准。
| 列车所属路局 | 目的地                                                         |
| ------------ | -------------------------------------------------------------- |
| 华北地区     | 北京西站、石家庄站、郑州东站                                   |
| 中南地区     | 武汉站、广州南站、深圳北站、长沙南站                           |
| 华东地区     | 济南西站、上海虹桥站、南京南站、杭州东站                       |
| 西南地区     | 贵阳北站                                                       |
| 广西区内     | 南宁站、南宁东站、柳州站、北海站、梧州南站、贺州站、防城港北站 |

## 公交换乘

### 桂林站（公交站）
| 线路号   | 服务时间                                  | 起终点站                       | 备注                 |
| -------- | ----------------------------------------- | ------------------------------ | -------------------- |
| 3路      | 天鹅塘6:30-21:50 长海五村6:40-22:35       | 天鹅塘-长海五村                |                      |
| 4路      | 6:00-19:30                                | 桂林站-六四门口                |                      |
| 5路      | 博文学院8:00-21:00 文明路6:50-21:00       | 博文学院-文明路                |                      |
| 10路     | 6:00-22:40                                | 联达广场-电子科大东区          |                      |
| 11路     | 6:00-23:00                                | 万福广场-七星公园              |                      |
| 16路     | 6:00-22:00                                | 公交东环车场-园林植物园        |                      |
| 19路     | 7:00-19:00                                | 广州军区疗养院-桂林站          |                      |
| 22路     | 7:30-19:30                                | 天鹅塘- 桂林西站               |                      |
| 22路区间 | 6:20-7:30 19:30-21:40                     | 天鹅塘-救助站                  |                      |
| 88路     | 6:10-22:00                                | 临桂区政府-文明路              |                      |
| 91路     | 6:15-19:00                                | 平桂西路北(机关幼儿园)-解放桥  | 本线停靠南站台       |
| 96路     | 桂林市卫生学校8:40-19:00 桂林站7:30-18:00 | 桂林市卫生学校-桂林站          | 本线途经汽车客运南站 |
| K99路    | 6:30-22:00                                | 滨北车场-汽车客运南站          |                      |
| 100路    | 6:00-22:30                                | 桂林北站-和平村(信昌-棠棣之华) |                      |

### 上海路口（公交站）
| 线路号 | 服务时间                                  | 起终点站                                 | 备注           |
| ------ | ----------------------------------------- | ---------------------------------------- | -------------- |
| 2路    | 6:15-19:45                                | 养生谷·颐养阁-叠彩山                     |                |
| 6路    | 6:05-21:00                                | 公交铁西车场-轮胎厂门口                  |                |
| 9路    | 7:20-17:30                                | 天鹅塘-奇峰路东                          | 单向站点       |
| 33路   | 6:40-19:00                                | 漓江大美-桂林美术馆                      | 单向站点       |
| 85路   | 6:30-22:00                                | 西城南路(飞虎林居)-和平村(信昌-棠棣之华) | 首末班双向发车 |
| 100路  | 6:00-22:30                                | 桂林北站-和平村(信昌-棠棣之华)           |                |
| K2路   | 桂林师专7:40-19:10 公交东环车场6:30-18:00 | 桂林师专-公交东环车场                    |                |